# FIVB World Tour 2005 der Frauen
Die FIVB World Tour 2005 der Frauen bestand aus 15 Beachvolleyball-Turnieren, von denen drei als Grand Slam und zwölf als Open ausgetragen wurden. Hinzu kam die Weltmeisterschaft in der deutschen Hauptstadt Berlin. Die Toursiegerinnen Larissa França / Juliana Felisberta Silva gewannen sechs Mal und standen bei vierzehn von sechzehn Events auf dem Podium. Knapp dahinter lagen Misty May-Treanor / Kerri Walsh mit fünf Erfolgen plus WM-Titel vor Talita Antunes / Renata Ribeiro mit zwei sowie Ana Paula Connelly / Shaylyn Bede und Vasiliki Arvaniti / Vassiliki Karadassiou mit je einem Turniergewinn.

## Turniere

### Shanghai Open (17. bis 21. Mai)
| Platz | Team                                      |
| ----- | ----------------------------------------- |
| 1     | Larissa França / Juliana Felisberta Silva |
| 2     | Shelda Bede / Adriana Behar               |
| 3     | Ana Paula Connelly / Shaylyn Bede         |
| 4     | Tian Jia / Wang Fei                       |
| 5     | Sandra Pires / Ágatha Bednarczuk          |
| 5     | Rebekka Kadijk / Merel Mooren             |
| 7     | Stephanie Pohl / Okka Rau                 |
| 7     | Vasiliki Arvaniti / Vassiliki Karadassiou |

Im Halbfinale unterlagen Tian Jia / Wang Fei den Brasilianerinnen Adriana Behar und Shelda Bede, während deren jüngere Schwester Shaylin und Ana Paula an Larissa und Juliana scheiterten. Die siegten im ersten Finale des Jahres, während die Chinesinnen auch im Bronzematch nicht gewinnen konnten.

Beste Deutsche wurden Pohl / Rau. Die Schweizer Simone Kuhn / Lea Schwer und Nadia Erni / Karin Trüssel teilten sich mit zwei weiteren Duos den dreizehnten Rang, während Susanne Lahme / Danja Müsch mit dem siebzehnten Platz vorlieb nehmen mussten. Die beiden österreichischen Paare im Hauptfeld blieben sieglos.

### Osaka Open (25. bis 29. Mai)
| Platz | Team                                        |
| ----- | ------------------------------------------- |
| 1     | Ana Paula Connelly / Shaylyn Bede           |
| 2     | Larissa França / Juliana Felisberta Silva   |
| 3     | Shelda Bede / Adriana Behar                 |
| 4     | Simone Kuhn / Lea Schwer                    |
| 5     | Tian Jia / Wang Fei                         |
| 5     | Maria Tsiartsiani / Efthalia Koutroumanidou |
| 7     | Vasiliki Arvaniti / Vassiliki Karadassiou   |
| 7     | Kathrine Maaseide / Kristine Wiig           |

Die Namen auf dem Podest waren die gleichen wie in China zuvor. Nur die Reihenfolge änderte sich. Shaylin und Ana Paula besiegten Kuhn / Schwer und danach auch Larissa und Juliana, während sich Shelda und Ariana nach ihrer Semifinalniederlage im Spiel gegen die Schweizerinnen schadlos hielten. Gleich zwei griechische Paare hatten es in die Top acht geschafft.
Sara Montagnolli und Sabine Swoboda belegten den geteilten siebzehnten Rang. Die beiden weiteren Duos aus Österreich und das einzige deutsche Beachpaar im Hauptfeld verloren ihre beiden Spiele.

### Milan Open (8. bis 12. Juni)
| Platz | Team                                      |
| ----- | ----------------------------------------- |
| 1     | Larissa França / Juliana Felisberta Silva |
| 2     | Vasiliki Arvaniti / Vassiliki Karadassiou |
| 3     | Stephanie Pohl / Okka Rau                 |
| 4     | Shelda Bede / Adriana Behar               |
| 5     | Sandra Pires / Ágatha Bednarczuk          |
| 5     | Tian Jia / Wang Fei                       |
| 7     | Ana Paula Connelly / Leila Barros         |
| 7     | Natalja Urjadowa / Alexandra Schirjajewa  |

Sara Montagnolli / Sabine Swoboda als bestes österreichisches und Simone Kuhn / Lea Schwer als bestes Schweizer Team teilten sich mit zwei anderen Paaren den neunten Rang.

Larissa und Juliana siegten zum zweiten Mal in der Saison, nachdem sie ihre Landsfrauen in der Vorschlussrunde und anschließend Vasiliki Arvaniti / Vassiliki Karadassiou bezwungen hatten. Die Griechinnen waren durch den Erfolg gegen Pohl / Rau ins Endspiel gekommen. Die Deutschen gewannen anschließend das kleine Finale.

### Gstaad Open (14. bis 18. Juni)
| Platz | Team                                      |
| ----- | ----------------------------------------- |
| 1     | Larissa França / Juliana Felisberta Silva |
| 2     | Tian Jia / Wang Fei                       |
| 3     | Shelda Bede / Adriana Behar               |
| 4     | Ana Paula Connelly / Leila Barros         |
| 5     | Susanne Lahme / Danja Müsch               |
| 5     | Stephanie Pohl / Okka Rau                 |
| 7     | Kylie Gerlic / Angela Clarke              |
| 7     | Talita Antunes / Renata Ribeiro           |

Sara Montagnolli / Sabine Swoboda wurden diesmal gemeinsam mit Nadia Erni / Karin Trüssel nur siebzehnte. Deren Landsfrauen Simone Kuhn / Lea Schwer teilten sich mit dem drittbesten deutschen Duo Rieke Brink-Abeler / Hella Jurich den neunten Platz. Auf Rang sechs waren gemeinsam Lahme / Müsch und Pohl / Rau.

Tian und Wang setzten sich gegen Ana Paula und Leila in der Vorschlussrunde durch. Larissa und Juliana bezwangen zunächst Shelda und Adriana und anschließend die Chinesinnen. Den dritten Platz sicherten sich Shelda / Adriana.

### Weltmeisterschaft in Berlin (21. bis 25. Juni)
siehe auch Hauptartikel Beachvolleyball-Weltmeisterschaft 2005
| Platz | Team                                      |
| ----- | ----------------------------------------- |
| 1     | Misty May-Treanor / Kerri Walsh           |
| 2     | Larissa França / Juliana Felisberta Silva |
| 3     | Tian Jia / Wang Fei                       |
| 4     | Dalixia Fernández / Tamara Larrea         |
| 5     | Shelda Bede / Adriana Behar               |
| 5     | Wang Lu / Li Ying                         |
| 7     | Rebekka Kadijk / Merel Mooren             |
| 7     | Rachel Wacholder / Elaine Youngs          |

| Platz | Team                                        |
| ----- | ------------------------------------------- |
| 9     | Ana Paula Connelly / Leila Barros           |
| 9     | Stephanie Pohl / Okka Rau                   |
| 9     | Vasiliki Arvaniti / Vassiliki Karadassiou   |
| 9     | Maria Tsiartsiani / Efthalia Koutroumanidou |
| 13    | Milagros Crespo / Imara Esteves Ribalta     |
| 13    | Rieke Brink-Abeler / Hella Jurich           |
| 13    | Susanne Lahme / Danja Müsch                 |
| 13    | Simone Kuhn / Lea Schwer                    |

### Stavanger Grand Slam (29. Juni bis 2. Juli)
| Platz | Team                                      |
| ----- | ----------------------------------------- |
| 1     | Vasiliki Arvaniti / Vassiliki Karadassiou |
| 2     | Larissa França / Juliana Felisberta Silva |
| 3     | Tian Jia / Wang Fei                       |
| 4     | Shelda Bede / Adriana Behar               |
| 5     | Carolina Solberg / Maria Clara Salgado    |
| 5     | Rebekka Kadijk / Merel Mooren             |
| 7     | Milagros Crespo / Imara Esteves Ribalta   |
| 7     | Stephanie Pohl / Okka Rau                 |

Larissa und Juliana besiegten im Halbfinale ihre Landsfrauen, während Tian und Wang den Griechinnen unterlagen. Vasiliki Arvaniti als bis dahin jüngste Spielerin aller Zeiten bei einem FIVB-Event und Vassiliki Karadassiou sicherten sich ihre erste und einzige Goldmedaille auf der Tour. Adriana und Shelda unterlagen den Chinesinnen im Bronzematch.

Stephanie Pohl und Okka Rau wurden siebte, Simone Kuhn / Lea Schwer belegten den geteilten neunten Rang. Weitere deutsche Paare beendeten das Turnier als drei- und siebzehnte sowie gemeinsam mit zwei österreichischen Duos sieglos als 25.

### Sankt Petersburg Open (5. bis 9. Juli)
| Platz | Team                                        |
| ----- | ------------------------------------------- |
| 1     | Larissa França / Juliana Felisberta Silva   |
| 2     | Talita Antunes / Renata Ribeiro             |
| 3     | Ana Paula Connelly / Leila Barros           |
| 4     | Sandra Pires / Ágatha Bednarczuk            |
| 5     | Tian Jia / Wang Fei                         |
| 5     | Maria Tsiartsiani / Efthalia Koutroumanidou |
| 7     | Ren Zhengqing / Lu Wen Feng                 |
| 7     | Susanne Lahme / Danja Müsch                 |

Susanne Lahme / Danja Müsch als beste Deutsche unter den Top acht und Simone Kuhn / Lea Schwer knapp dahinter waren die besten deutschsprachigen Teams. Auf dem geteilten siebzehnten Platz standen gemeinsam Sara Montagnolli / Sabine Swoboda sowie Helke Claasen / Antje Röder.

Die dominierenden Farben im Halbfinale waren gelb und grün. Juliana und Larissa standen mal wieder ganz oben auf dem Podium nach ihren Siegen über Ana Paula und Leila sowie Talita und Renata. Sandra und Ágatha konnten nach ihrer Niederlage gegen Letztere auch ihr letztes Spiel in Russland nicht gewinnen.

### Espinho Open (12. bis 16. Juli)
| Platz | Team                                        |
| ----- | ------------------------------------------- |
| 1     | Misty May-Treanor / Kerri Walsh             |
| 2     | Maria Tsiartsiani / Efthalia Koutroumanidou |
| 3     | Larissa França / Juliana Felisberta Silva   |
| 4     | Rachel Wacholder / Elaine Youngs            |
| 5     | Tian Jia / Wang Fei                         |
| 5     | Stephanie Pohl / Okka Rau                   |
| 7     | Ana Paula Connelly / Alexandra Fonseca      |
| 7     | Talita Antunes / Renata Ribeiro             |

Wacholder / Young verloren im Semifinale gegen Tsiartsiani / Koutroumanidou, während May-Treanor / Walsh gegen Larissa und Juliana die Oberhand behielten und anschließend auch die Griechinnen bezwangen. Im Duell Süd- gegen Nordamerika konnten sich die Brasilianerinnen durchsetzen.

Je ein deutsches, österreichisches und Schweizer Duo blieb im Hauptfeld sieglos. Besser machten es Rieke Brink-Abeler und Hella Jurich auf Rang siebzehn sowie Simone Kuhn und Lea Schwer als neunte. Auf dem geteilten fünften Platz beendeten Stephanie Pohl und Okka Rau das Turnier in Portugal.

### Paris Grand Slam (26 bis 30. Juli)
| Platz | Team                                      |
| ----- | ----------------------------------------- |
| 1     | Misty May-Treanor / Kerri Walsh           |
| 2     | Larissa França / Juliana Felisberta Silva |
| 3     | Tian Jia / Wang Fei                       |
| 4     | Rachel Wacholder / Elaine Youngs          |
| 5     | Vasiliki Arvaniti / Vassiliki Karadassiou |
| 5     | Rebekka Kadijk / Merel Mooren             |
| 7     | Tamara Larrea / Dalixia Fernández         |
| 7     | Simone Kuhn / Lea Schwer                  |

Der zweite Sieg in Folge gelang May-Treanor / Walsh nach den Erfolgen gegen ihre Landsfrauen sowie gegen Larissa und Juliana. Bronze sicherten sich Tian / Wang gegen Wacholder / Young.

Das einzige österreichische Team auf dem Tableau blieb sieglos. Beste Deutsche wurden Danja Müsch / Susanne Lahme auf dem geteilten neunten Platz. Siebte und damit bestes deutschsprachiges Team wurden gemeinsam mit einem kubanischen Duo die Schweizerinnen Simone Kuhn und Lea Schwer.

### Klagenfurt Grand Slam (3. bis 6. August)
| Platz | Team                                      |
| ----- | ----------------------------------------- |
| 1     | Misty May-Treanor / Kerri Walsh           |
| 2     | Rachel Wacholder / Elaine Youngs          |
| 3     | Tian Jia / Wang Fei                       |
| 4     | Shaylyn Bede / Adriana Behar              |
| 5     | Larissa França / Juliana Felisberta Silva |
| 5     | Vasiliki Arvaniti / Vassiliki Karadassiou |
| 7     | Nila Håkedal / Ingrid Tørlen              |
| 7     | Holly McPeak / Jennifer Kessy             |

Wie schon in der französischen Hauptstadt wurden Danja Müsch und Susanne Lahme als neunte bestes deutsches Duo. Dahinter beendeten Stephanie Pohl / Okka Rau auf dem geteilten dreizehnten Platz das Turnier. Die zwei österreichischen Beachpaare Stephanie und Doris Schwaiger sowie Barbara Hansel / Christina Gschweidl belegten gemeinsam mit Rieke Brink-Abeler / Hella Jurich und Helke Claasen / Antje Röder den siebzehnten Rang. Ein weiteres Paar aus dem Land des Veranstalters und die einzigen Schweizer im Hauptwettkampf blieben sieglos.

Aller guten Dinge sind drei. Diese Weisheit beherzigten Misty May-Treanor / Kerri Walsh, als sie nach den Erfolgen über Wacholder / Youngs im Finale und Shaylin / Adriana in der Vorschlussrunde zum dritten Mal in Serie die Goldmedaille erhielten. Behar, die diesmal mit der jüngeren Schwester ihrer Standardpartnerin Shelda antrat, musste sich nach einer weiteren Niederlage mit Rang vier begnügen.

### Montreal Open (24. bis 28. August)
| Platz | Team                                      |
| ----- | ----------------------------------------- |
| 1     | Larissa França / Juliana Felisberta Silva |
| 2     | Talita Antunes / Renata Ribeiro           |
| 3     | Shelda Bede / Adriana Behar               |
| 4     | Marrit Leenstra / Sanne Keizer            |
| 5     | Natalie Cook / Nicole Sanderson           |
| 5     | Virginie Kadjo / Ethel Arjona             |
| 7     | Sara Montagnolli / Sabine Swoboda         |
| 7     | Marie Lessard / Sarah Maxwell             |

Nadia Erni / Karin Trüssel standen als einziges teilnehmendes Schweizer Duo neben unter anderem Rieke Brink-Abeler / Hella Jurich auf dem siebzehnten Rang. Davor belegten Helke Claasen / Antje Röder den geteilten Platz dreizehn. Neunte wurden gemeinsam Stephanie / Doris Schwaiger sowie Sara Goller / Laura Ludwig und Danja Müsch / Susanne Lahme. Beste Österreicherinnen waren diesmal Sara Montagnolli / Sabine Swoboda, die es unter die Top acht schafften.

Drei Mal Brasilien auf dem Stockerl war für die anderen Nationen die ernüchternde Bilanz in Kanada. Marrit Leenstra / Sanne Keizer erreichten erstmalig das Semifinale, mussten aber nach den Niederlagen gegen Talita / Renata und Shelda / Adriana die Überlegenheit der Südamerikanerinnen anerkennen. Ganz oben auf dem Podest waren nach drei Veranstaltungen ohne Gold wieder Larissa und Juliana.

### Athens Open (30. August bis 3. September)
| Platz | Team                                      |
| ----- | ----------------------------------------- |
| 1     | Talita Antunes / Renata Ribeiro           |
| 2     | Larissa França / Juliana Felisberta Silva |
| 3     | Shelda Bede / Adriana Behar               |
| 4     | Vasiliki Arvaniti / Vassiliki Karadassiou |
| 5     | Rebekka Kadijk / Merel Mooren             |
| 5     | Simone Kuhn / Lea Schwer                  |
| 7     | Ana Paula Connelly / Leila Barros         |
| 7     | Nila Håkedal / Ingrid Tørlen              |

Die Personen auf dem Treppchen waren dieselben wie in Montreal, nur die Reihenfolge im Endspiel veränderte sich. Nach den Niederlagen gegen die Goldmedaillengewinnerinnen Talita / Renata und gegen Shelda / Adriana blieb den beiden Vas(s)ikis bei den Heim-Open der vierte Rang. Larissa und Juliana mussten sich diesmal mit Silber begnügen.

Nach dem Aussetzen beim Turnier in Kanada schafften es Kuhn / Schwer neben Kadijk / Mooren, die diesmal wieder die Niederlande am besten vertraten, auf den fünften Platz. Sara Montagnolli / Sabine Swoboda wurden Dreizehnte. Deutsche Teams waren in Griechenland nicht am Start.

### Bali Open (14. bis 18. September)
| Platz | Team                                        |
| ----- | ------------------------------------------- |
| 1     | Talita Antunes / Renata Ribeiro             |
| 2     | Shelda Bede / Adriana Behar                 |
| 3     | Maria Tsiartsiani / Efthalia Koutroumanidou |
| 4     | Ana Paula Connelly / Leila Barros           |
| 5     | Marrit Leenstra / Sanne Keizer              |
| 5     | Nancy Mason / Jennifer Kessy                |
| 7     | Rebekka Kadijk / Merel Mooren               |
| 7     | Simone Kuhn / Lea Schwer                    |

Kuhn / Schwer wurden Siebte. Geeske Banck / Mireya Kaup teilten sich mit Barbara Hansel / Christina Gschweidl und Sara Montagnolli / Sabine Swoboda den siebzehnten Platz.

Bede / Behar besiegten Tsiartsiani / Koutroumanidou, während Antunes / Ribeira stärker als ihre Landsfrauen Connelly / Barros waren. Die Siegerinnen von Griechenland waren auch die Gewinnerinnen auf der indonesischen Insel. Die Griechinnen sorgten dafür, dass Brasilien nicht zum dritten Mal in Folge das Triple auf dem Stockerl gelang. Zum ersten Mal schafften es zwei niederländische Beachpaare in die Top acht.

### Salvador de Bahia Open (18. bis 22. Oktober)
| Platz | Team                                      |
| ----- | ----------------------------------------- |
| 1     | Misty May-Treanor / Kerri Walsh           |
| 2     | Larissa França / Juliana Felisberta Silva |
| 3     | Rachel Wacholder / Elaine Youngs          |
| 4     | Talita Antunes / Renata Ribeiro           |
| 5     | Shelda Bede / Adriana Behar               |
| 5     | Nancy Mason / Jennifer Kessy              |
| 7     | Ana Paula Connelly / Leila Barros         |
| 7     | Sandra Pires / Ágatha Bednarczuk          |

Drei US-amerikanische und sogar fünf brasilianische Teams belegten die acht vorderen Plätze. Die Südamerikanerinnen konnten jedoch ausgerechnet das heimische Event nicht gewinnen und erreichten nur einen Medaillenrang. Juliana und Larissa mussten sich nach dem Sieg gegen Talita und Renata den Weltmeisterinnen geschlagen geben, die zuvor das Duell gegen ihre Landsfrauen für sich entschieden hatten. Wacholder / Youngs entschädigten sich mit dem Gewinn der Bronzemedaille.
Rieke Brink-Abeler / Hella Jurich wurden dreizehnte. Zwei weitere deutsche und zwei österreichische Teams beendeten das Turnier sieglos. Schweizer Beachpaare waren nicht in der drittgrößten Stadt Brasiliens anwesend.

### Acapulco Open (26. bis 30. Oktober)
| Platz | Team                                      |
| ----- | ----------------------------------------- |
| 1     | Larissa França / Juliana Felisberta Silva |
| 2     | Misty May-Treanor / Kerri Walsh           |
| 3     | Rachel Wacholder / Elaine Youngs          |
| 4     | Nancy Mason / Jennifer Kessy              |
| 5     | Shelda Bede / Adriana Behar               |
| 5     | Vasiliki Arvaniti / Vassiliki Karadassiou |
| 7     | Ana Paula Connelly / Leila Barros         |
| 7     | Nila Håkedal / Ingrid Tørlen              |

Drei US-amerikanische Duos hatten es in die Runde der letzten vier geschafft, aber das verbliebene brasilianische Paar stand am Ende auf Platz eins. Juliana und Larissa besiegten sowohl Wacholder / Youngs als auch anschließend May-Treanor / Walsh. Im Kampf um Platz drei unterlagen Mason / Kessy auch in der zweiten Begegnung in Folge einem Team aus ihrem Heimatland.

Beachpaare aus deutschsprachigen Ländern fanden sich erst auf dem geteilten siebzehnten Rang wieder. Sowohl Sara Montagnolli / Sabine Swoboda und Stephanie / Doris Schwaiger als auch Rieke Brink-Abeler / Hella Jurich und Simone Kuhn / Lea Schwer mussten sich mit diesem Ergebnis zufriedengeben.

### Kapstadt Open (16. bis 20. November)
| Platz | Team                                      |
| ----- | ----------------------------------------- |
| 1     | Misty May-Treanor / Kerri Walsh           |
| 2     | Larissa França / Juliana Felisberta Silva |
| 3     | Carolina Solberg / Maria Clara Salgado    |
| 4     | Talita Antunes / Renata Ribeiro           |
| 5     | Vasiliki Arvaniti / Vassiliki Karadassiou |
| 5     | Nila Håkedal / Ingrid Tørlen              |
| 7     | Nancy Mason / Jennifer Kessy              |
| 7     | Rachel Wacholder / Elaine Youngs          |

Beim letzten Event des Jahres standen im Gegensatz zu den mexikanischen Open ein US-amerikanisches und drei brasilianische Teams in der Vorschlussrunde. Analog zum Wettbewerb in der Stadt an der Pazifikküste setzte sich jedoch das eine verbliebene Duo einer Nation durch. Gegen May-Treanor / Walsh waren zunächst die Salgado-Schwestern und danach auch Larissa und Juliana chancenlos. Maria Clara und Carolin konnten sich immerhin noch die Bronzemedaille sichern.

Die Schweizerinnen Simone Kuhn / Lea Schwer waren diesmal das beste Paar aus deutschsprachigen Ländern. Sie belegten den geteilten neunten Rang. Eine Runde früher war für Sara Montagnolli / Sabine Swoboda, Stephanie Pohl / Okka Rau und auch für Helke Claasen / Antje Röder die World-Tour-Saison 2005 beendet.

## Auszeichnungen des Jahres 2005
| FIVB Tour Champion    | Larissa França / Juliana Felisberta Silva |
| Team of the year      | Larissa França / Juliana Felisberta Silva |
| Most Outstanding      | Misty May-Treanor                         |
| Sportsperson          | Kerri Walsh                               |
| Top Rookie            | Talita Antunes                            |
| Most Inspirational    | Shelda Bede                               |
| Most Improved Player  | Vasiliki Arvaniti                         |
| Best Blocker          | Kerri Walsh                               |
| Best Hitter           | Kerri Walsh                               |
| Best Offensive Player | Misty May-Treanor                         |
| Best Server           | Ana Paula Connelly                        |
| Best Setter           | Misty May-Treanor                         |
| Best Defensive Player | Shelda Bede                               |